# Paulo Fernando Craveiro
Paulo Fernando Craveiro (Monteiro, Paraíba, Brasil, 11 de agosto de 1934) es un escritor, periodista, columnista y crítico de arte brasileño.

## Biografía
Hijo de Alfredo Craveiro Costa Leite (abogado, acusador, poeta y periodista) y Maria José Niceas Leite, Paulo Fernando Craveiro nació el 11 de agosto de 1934 en el Alagoa do Monteiro, hoy la ciudad de Monteiro, Paraíba. Cuando él tenía tres meses de edad, él vino con su familia para vivir en Recife, Pernambuco. Estudió en la Facultad de Derecho de Recife. Estudió el estilo literario en la Facultad de Filosofía de la Universidad de Madrid, ganó el Premio de Periodismo Carlos Septién, creada por el Instituto de Cultura Hispánica en Madrid, asistió a clases de teoría política en la George Washington University y perfeccionó en el periodismo en la Fundación Thomson en País de Gales. Durante muchos años escribió para los periódicos.
Comenzó su carrera profesional como locutor de radio y para la carrera periodística en la televisión era el anfitrión de “Um Homem Chamado Notícias" (Um Hombre Llamado Noticias) en las noticias del día y siempre terminaba la presentación con la famosa frase "afortunadamente, nadie es hecho del hierro".
Seguido de una breve carrera política inmediata cuando fue Jefe de Estado Mayor del Estado de Pernambuco, en la era del Gobernador Nilo Coelho (1967-1971). En esta ocasión, tuvo la oportunidad de recibir y cicerone la visita de Reina Elizabeth II del Reino Unido, junto con el Príncipe Phillip.
Como periodista viajó por el mundo varias veces y, a luego describió su visión a través de crónicas y artículos periodísticos sobre diversos rincones del mundo.

## Obras
| Portada | Título                   | Año         | Categoría |
| ------- | ------------------------ | ----------- | --------- |
|         | O Homem Só               | 1959        | Crónica   |
|         | Prefácio da Cidade       | 1961        | Crónica   |
|         | A Mulher no Silêncio     | 1964        | Crónica   |
|         | A Voz Escrita            | 1968        | Poesía    |
|         | A Fábula da Guerra       | 1970        | Crónica   |
|         | O Pintor de Fêmeas       | 1976 y 1977 | Poesía    |
|         | As Sandálias do Tempo    | 1978        | Crónica   |
|         | Prefácio da Cidade       | 1991        | Crónica   |
|         | Os Olhos Azuis da Sombra | 2004        | Novela    |
|         | O Último Día do Corpo    | 2005        | Novela    |
|         | Pássaro Feito de Pó      | 2007        | Crónica   |
|         | Boa Terra de Ódios       | 2007        | Novela    |
|         | O Boneco Íntimo          | 2009        | Novela    |